# Швейна фабрика «Донбас»

Швейна фабрика «Донбас» (ПАТ ДВТП «Донбас», колишня швейна фабрика імені Володарського) — одне з найбільших підприємств легкої промисловості України, що спеціалізується на виробництві чоловічого і жіночого верхнього класичного одягу, спецодягу.

## Історія
У 1920 році група кравців на кооперативних засадах створила невелику майстерню з виготовлення предметів народного споживання для шахтарів Донбасу. Саме від цієї майстерні ПАТ ДВТП «Донбас» і веде свою багаторічну історію.
У 20-х роках фабрика спеціалізувалася переважно на виготовленні брезентового спецодягу, але вже у 1936 році асортимент був значно розширений — було розпочато виробництво дитячих пальто і чоловічих костюмів.
Навіть під час Другої Світової Війни підприємство не припинило роботу. Після евакуації в казахське місто Семипалатинськ у 1941 році фабрика перебудувалася і стала випускати найбільш затребувану на той час продукцію для фронту: шинелі і гімнастерки.
У 1943 році, після визволення Донбасу, виробництво було знову перенесено у Донецьк, а з закінченням війни почалася повна реконструкція. Особливо знаменним став 1948 рік, коли був встановлений перший конвеєр з пошиття піджаків.
З 1969 року запроваджено спеціалізацію виключно на виготовленні чоловічих костюмів.
У червні 1994 року підприємство було приватизовано колективом фабрики. І вже у липні був укладений довгострокових контракт на пошиття костюмів для німецької компанії Лего Бекляйдунгсверке ГМБХ.
2003 рік ознаменувався виведенням на внутрішній ринок ТМ «Demark», покликаної забезпечити найширші верстви населення якісними костюмами за розумною ціною.
У 2012 році виведена на український ринок торгова марка «Volodarskiy».

## Діяльність
Фабрика має сучасну виробничу базу, оснащену обладнанням провідних світових виробників (PFAFF, Dürkopp, BROTHER, JUKI та інших), і спеціалізується на виробництві:
- чоловічих класичних костюмів;
- чоловічих пальто;
- жіночих пальто;
- спецодягу.

У 1990-х — 2000-х роках фабрика працювала переважно на давальницькій сировині, і успішно співпрацювала з провідними світовими брендами, в числі яких іспанська Zara, італійський Benetton, голландські Mexx, Grosso Modo, Buikema Fashion, німецькі Gebrüder Weis, C&A, Statz, а також англійська Fairway.

## Власники і керівництво
Володар контрольного пакету акцій Arber Group. Головний управляючий — Кожан Олег Віталійович.

## Нагороди
Червень 2005 Диплом Переможця на третьому відкритому фестивалі «Текстиль і мода 2005», в конкурсі «Найкраща колекція одягу», в номінації «Найкраща промислова колекція», вручений Головою журі, Лауреатом Державної премії Російської Федерації, Членом-кореспондентом Академії мистецтв Російської Федерації, професором Зайцевим В. М.
Вересень 2004 Диплом лауреата Всеукраїнської премії Кабінету Міністрів «НАРОДНА ШАНА», за розвиток вітчизняної економіки, ринкового способу мислення і дії, вручений Прем'єр-міністром України В. Ф. Януковичем.
Червень 2004 Диплом Переможця у Другому відкритому фестивалі «Текстиль і мода 2004», в конкурсі «Найкраща колекція одягу», в номінації «Найкраща промислова колекція», вручений Головою журі, Лауреатом Державної премії Російської Федерації, Членом-кореспондентом Академії мистецтв Російської Федерації, професором Зайцевим В. М.
Червень 2004 Диплом «Вища проба», за високу якість і конкурентоспроможність верхнього чоловічого одягу, вручений Главою Асамблеї Ділових Кіл України А. Кужель, Президентом Українського Товариства Якості В. Тихоненко та Головою Ради Експертів А. Саввова.
Квітень 2003 Диплом «Міжнародного фестивалю моди Київський подіум 2003» за творчі досягнення у розвитку індустрії моди і високу дизайнерську майстерність, вручений Головою Оргкомітету фестивалю О. Соколовським.
Червень 2002 Подячний лист від голови Донецької обласної державної адміністрації В. Ф. Януковича «За багаторічну бездоганну працю та вагомий внесок у соціально-економічний розвиток Донецької області».
Лютий 2002 Регіональна Нагорода Донецької Торгово-Промислової Палати «Золотий Меркурій», за високі досягнення та успіхи в розвитку виробництва, видана Президентом Торгово-Промислової Палати О. Г. Пшонкою.
Грудень 2001 Почесний Диплом учасника експозиції «Інвестиційний потенціал України», вручений Оргкомітетом генеральної дирекції Національного інформаційно — іміджевого проекту «Золота Книга Української Еліти», Оргкомітетом і генеральною дирекцією II-го Міжнародного форуму економічного співробітництва «Партнерство в ім'я Згоди і Розвитку».
Серпень 2001 Диплом Міжнародного відкритого Рейтингу популярності та якості «Золота Фортуна» на честь 10-ї річниці незалежності України, підписаний Головою Президії Рейтингу Борисом Патоном, Головою Координаційного Комітету Рейтингу Леонідом Кравчуком і Главою Генеральної Дирекції Рейтингу Дмитром Акімовим.
Червня 2000 Грамота Президента України «За самовіддану працю»; Лауреат міжнародного конкурсу «Золотий Скіф» у номінації «За високу якість та конкурентоспроможність продукції», вручена Президентом Благодійного Фонду сприяння розвитку і популяризації Донбасу.
1999, 2000, 2001 Почесні грамоти за досягнуті високі виробничі показники та вагомий внесок у виконання Програми соціально-економічного розвитку Донецької області на 1998–2000 роки, вручена Головою Донецької обласної ради В. Ф. Януковичем.
1976 Кубок «Переможцю соціалістичного змагання за високу якість продукції», вручений Донецьким облвиконкомом.